# Dirichlets funktion
Dirichlets funktion är inom matematisk analys en funktion på de reella talen som inte är kontinuerlig någonstans, uppkallad efter den tyske matematikern Dirichlet. Definitionen är
{\displaystyle D(x)={\begin{cases}1&{\mbox{om }}x{\mbox{ rationell}}\\0&{\mbox{om }}x{\mbox{ irrationell}}\end{cases}}}
Funktionen kan dock konstrueras som ett gränsvärde av kontinuerliga funktioner:
{\displaystyle \lim _{k\to \infty }\left(\lim _{j\to \infty }\left(\cos(k!\pi x)^{2j}\right)\right).}
Dirichlets funktion är Lebesgueintegrerbar, men inte Riemannintegrerbar.